# Cornovii (Midlands)
Pour les articles homonymes, voir Cornovii.

Étendue approximative du territoire des Cornovii.

Les Cornovii sont un peuple celte de Grande-Bretagne de l'âge du fer et de la période romaine. Son territoire s'étendait sur l'ouest des Midlands, soit les actuels comtés du Cheshire et du Shropshire et le nord du Staffordshire et du Herefordshire, ainsi que sur l'est du pays de Galles, soit les parties orientales des actuels comtés du Flintshire, Powys et Wrexham,. Leur territoire était limitrophe de celui des Brigantes au nord, des Corieltauvi à l'est, des Dobunni au sud, et des Deceangli et Ordovices à l'ouest.
Leur capitale, à l'époque pré-romaine, était probablement la colline fortifiée du Wrekin. Le géographe Claude Ptolémée évoque à leur sujet deux « villes » : Deva Victrix (Chester) et Viroconium Cornoviorum (Wroxeter), cette dernière devenant le chef-lieu de leur civitas à l'époque romaine.
Le nom de Cornovii est également porté par deux autres peuples celtes distincts, l'un dans le Caithness et l'autre en Cornouailles. 

## Étymologie
Le nom Cornovii pourrait signifier « peuple de la corne ». Graham Webster évoque l'hypothèse d'Anne Ross d'un culte totémique dédié à un dieu cornu auquel ce peuple pourrait devoir son nom.

## Témoignages archéologiques

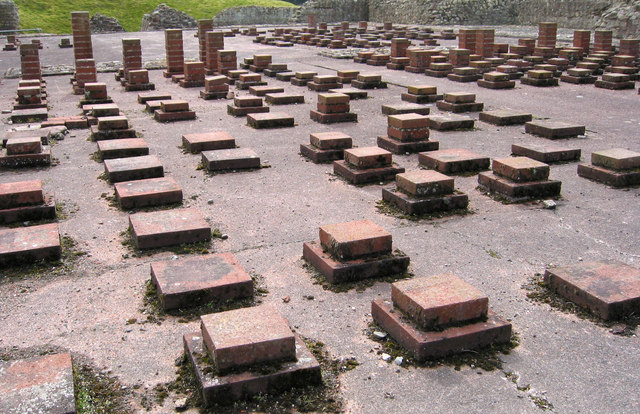
Vestiges d'un système de chauffage par hypocauste à Viroconium.

D'après Graham Webster, les Cornovii ne sont pas à l'origine d'une production céramique remarquable et identifiable. Cependant, des fouilles plus récentes, notamment à Poulton, dans le Cheshire, ont démontré une connaissance et une pratique du briquetage (en), signe d'une production organisée de sel. L'essentiel de la culture matérielle des Cornovii réside dans leur production métallurgique et leur architecture domestique. Les Cornovii vivaient principalement dans des oppida, sites fortifiés de hauteur, tels celui de Titterstone Clee (en), près de Bitterley, ou celui d'Old Oswestry (en). L'un de ces sites fortifiés aurait été le lieu de refuge de l'insurgé Caratacos en 50 apr. J.-C. selon Tacite.
À Ilkley, dans le Yorkshire (donc hors du territoire des Cornovii), les fouilles archéologiques ont permis de mettre au jour une stèle funéraire inscrite en latin, marquant le tombeau d'une femme de 30 ans, prénommée Vedica.
dis manibvs vedic […] riconis filia annorvm xxx c cornovia h s e
« Aux dieux manes de Vedica, âgée de trente ans, fille de Virico des Cornovii ; elle repose ici. »
Il s'agit de la seule attestation épigraphique d'une occupation non-militaire du site d'Ilkley, connu à l'époque romaine sous le nom de Verbeia. Vedica serait la fille d'un chef local, Virico des Cornovii, dont on sait qu'il fut tué au cours de la campagne romaine d'expansion vers l'ouest menée par Publius Ostorius Scapula en 47 apr. J.-C.